# Ernst Hans Hallier
Ernst Hallier (Hamburgo, 15 de novembro de 1831 - Dachau, 9 de dezembro de 1904) foi um botânico e filósofo alemão. Foi pai do botânico Hans Hallier. 
Quando jovem, ele se formou como jardineiro, mais tarde estudou botânica nas universidades de Berlim, Jena e Göttingen. A partir de 1858 atuou como instrutor no Instituto Farmacêutico de Jena, onde em 1860 obteve sua habilitação. Em 1865 tornou-se professor associado, renunciando ao cargo de professor 19 anos depois (1884). 
Hallier afirmou que muitas doenças eram causadas por fungos, incluindo cólera, febre tifóide e sarampo. Ele alegou que havia extraído os fungos causais dos pacientes, mas outros cientistas descobriram que se tratava apenas de um caso de contaminação externa. Seu trabalho foi posteriormente desacreditado após ter sido criticado por Heinrich Anton de Bary. Em 1869 ele fundou o jornal Zeitschrift für Parasitenkunde.

## Obras
Ele publicou revisões de "Taschenbuch der deutschen und schweizerischen Flora" (Manual da Flora Alemã e Suíça) de Wilhelm Daniel Joseph Koch e "Synopsis florae germanicae et helveticae" (3ª edição, 1890 ff.). Ele também foi responsável por uma revisão da "Flora von Deutschland" de Schlechtendal, Langethal & Schenk (5ª edição, Gera 1880–88, 30 volumes).  A seguir estão alguns de seus escritos botânicos originais:
- Die Vegetation auf Helgoland , 1863 - Vegetação de Helgoland;
- Lehre und die Specification de Darwin, 1865 - ensino e especificação de Darwin;
- Die pflanzlichen Parasiten des menschlichen Körpers: Für Ärzte, Botaniker und Studirende zugleich als Anleitung in das Studium der niederen Organismen, 1866 - Parasitas vegetativos do corpo humano, etc.;
- Das Cholera-Contagium: Botanische Untersuchungen, Aerzten und Naturforschern mitgetheilt , 1867 - O contágio da cólera, etc.;
- Rechtfertigung gegen die Angriffe des Herrn Professor Dr. de Bary: Sendschreiben an deutsche und auswärtige Gelehrte, 1867 - Justificativa contra os ataques do Professor Anton de Bary: missiva a estudiosos alemães e estrangeiros;
- Parasitologische Untersuchungen: bezüglich auf die pflanzlichen Organismen bei Masern, Hungertyphus, Darmtyphus, Blattern, Kuhpocken, Schafpocken, Cholera nostras, etc. 1868 - Investigações parasitológicas: no que diz respeito aos organismos vegetais no sarampo e numerosas outras doenças;
- Reform der pilzforschung: Offenes sendchreiben an Herrn professor De Bary zu Strassburg, 1875 - Reforma em relação à pesquisa de cogumelos: carta aberta a Anton de Bary em Estrasburgo;
- Schule der systematischen Botanik , 1878 - Escola de botânica sistemática;
- Untersuchungen über Diatomeen insbesondere über ihre Bewegungen und ihre Vegetative Fortpflanzung, 1880 - Estudos de diatomáceas, em particular estudos sobre seus movimentos e propagação vegetativa;
- Die Pestkrankheiten (Infektionskrankheiten) der Kulturgewächse: Nach streng bakteriologischer Methode untersucht und in völliger Uebereinstimmung mit Robert Kochs Entdeckungen, 1898 - Doenças infecciosas de plantas cultivadas: examinadas por métodos bacteriológicos estritos e em completa harmonia com Robert Koch.[3]

Hallier foi um discípulo da filosofia de Jakob Friedrich Fries (1773-1843), e foi o autor de vários escritos filosóficos:
- Die Weltanschauung des Naturforschers (Jena 1875) - A crença do cientista;
- Naturwissenschaft, Religion und Erziehung (1875) - Ciência, religião e educação;
- Kulturgeschichte des 19. Jahrhunderts in ihren Beziehungen zu der Entwickelung der Naturwissenschaften (Stuttgart , 1889) - História cultural do século 19 em sua relação com o desenvolvimento das ciências naturais;
- Ästhetik der Natur (1890) - Estética da natureza.